# Paolo Sylos Labini
Paolo Sylos Labini (Roma, 30 ottobre 1920 – Roma, 7 dicembre 2005) è stato un economista italiano.

## La famiglia
Paolo Sylos Labini è nato a Roma il 30 ottobre 1920. Il padre Michele, contraddistinto da grande spessore morale, era pugliese di Bitonto ed era stato segretario di prefettura in Puglia al tempo di Giolitti. Aveva poi dovuto lasciare questa carriera perché antifascista. La madre, Margherita Viggiani, di carattere colto e vivace e grande amante della musica, era sorella dell'intellettuale Giuseppe Viggiani. Inoltre, considerato l'interesse di Sylos Labini per la questione meridionale, è opportuno ricordare che Giustino Fortunato era fratello della nonna materna, Carolina Viggiani. Questo lo rendeva anche cugino primo da parte di madre, di Domenico Viggiani, Direttore Generale del Banco di Napoli.
Paolo Sylos Labini sposò Maria Rosaria Azzone, con cui ebbe due figli, Stefano, geologo e ricercatore presso l'ENEA, e Francesco, astrofisico.

## Gli studi universitari

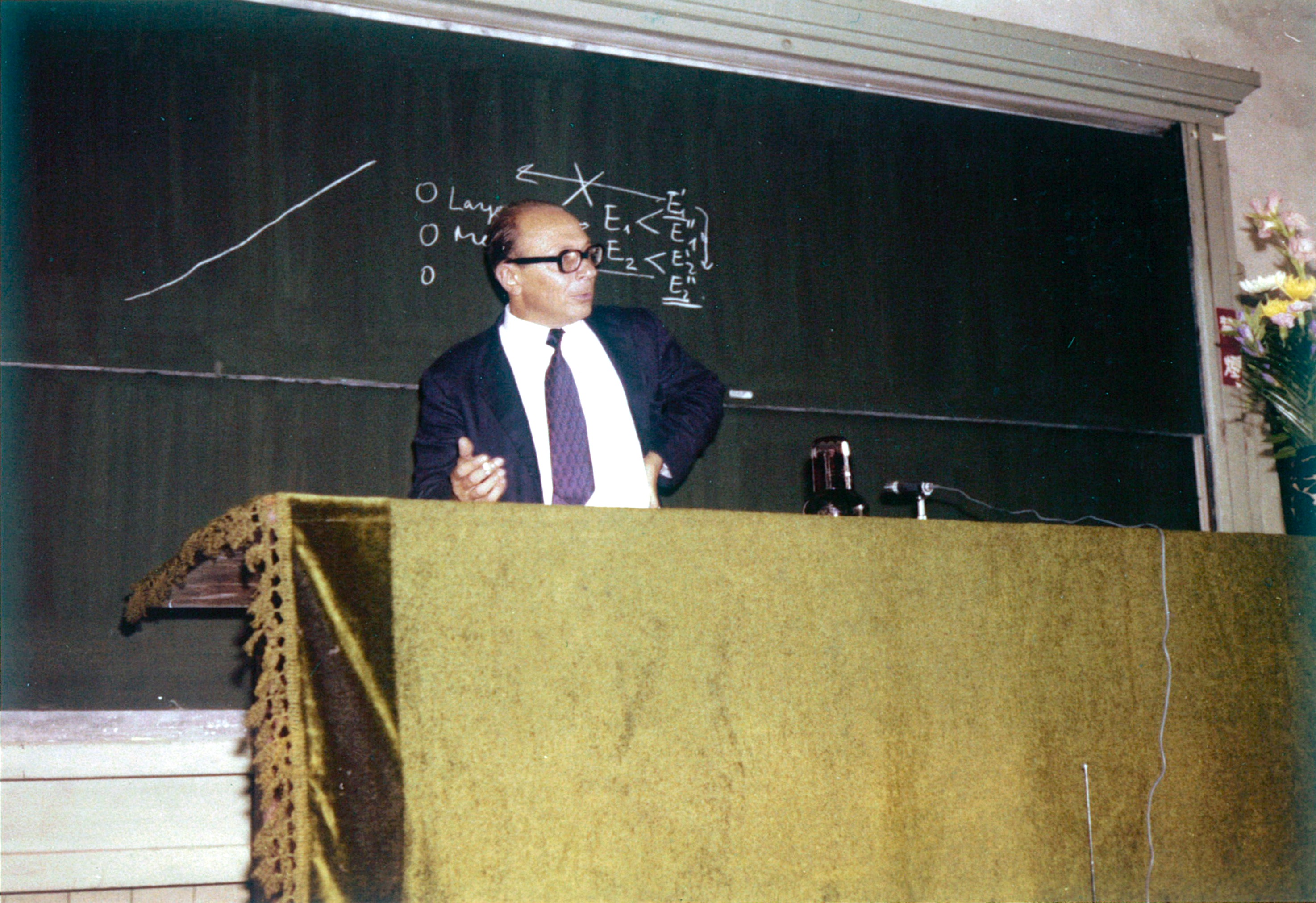
Paolo Sylos Labini presso l'Università di Yamaguchi

Dopo il liceo, il giovane Paolo avrebbe voluto iscriversi alla facoltà di ingegneria, ma, a causa dei limitati mezzi economici che lo obbligavano a lavorare mentre studiava, si iscrisse alla facoltà di giurisprudenza, pur non amando le materie giuridiche. Questi studi gli diedero però l'opportunità di avvicinarsi alla storia delle istituzioni e quindi di acquisire un'impostazione storica che avrebbe poi sempre seguito. Interessato principalmente alle materie scientifiche, si appassionò dell'economia, unica materia non giuridica della facoltà. All'università ebbe come insegnante di economia Guglielmo Masci, al quale decise di chiedere la tesi su "Gli effetti economici delle invenzioni sull'organizzazione industriale". Purtroppo Masci morì poco dopo e Sylos fu seguito durante la tesi da Giuseppe Ugo Papi, non entusiasta dell'argomento. Nel cercare la bibliografia per la tesi si rese conto con stupore del limitato interesse degli economisti per le innovazioni e da questo momento sentì l'esigenza di rivolgersi allo studio degli economisti classici, in particolare Adam Smith e poi David Ricardo e Karl Marx. In questi primi anni la sua guida fu Alberto Breglia (1900-1955), che insegnava economia politica a Roma dal 1942.
Dopo la laurea in Giurisprudenza conseguita nel luglio 1942 con 110 e lode, è stato nominato, su richiesta di Alberto Breglia, assistente volontario e poi assistente incaricato presso la cattedra di Economia politica della Facoltà di Economia e Commercio dell'Università degli Studi di Roma "La Sapienza". Proprio con Alberto Breglia, Sylos collaborò alla stesura di due libri ricavati da due corsi di lezioni: L'economia dal punto di vista monetario e Reddito sociale. Quindi in questo primo periodo conviveva in lui l'interesse per l'analisi dell'innovazione con quello per i problemi monetari, che in seguito verrà in parte abbandonato. Il rapporto con Alberto Breglia lasciò a Sylos Labini la concezione dell'economia come mezzo per comprendere la storia, un'economia quindi da inserirsi in un ampio contesto culturale. Fu proprio Alberto Breglia che spinse Sylos a recarsi negli Stati Uniti d'America per completare i suoi studi. Così Sylos Labini fu tra i primi giovani dal secondo dopoguerra che andarono a perfezionarsi all'estero, sia per approfondire in generale le sue conoscenze economiche, sia per capire meglio le peculiarità del caso italiano.

## Il periodo negli Stati Uniti d'America
Nel 1948 vinse una borsa di studio per gli Stati Uniti d'America. Dopo tre mesi trascorsi a Chicago, dove divenne amico di Franco Modigliani, andò a Harvard all'inizio del 1949. Qui ebbe come supervisor Joseph Schumpeter, che si ricollegava alle teorie classiche con particolare attenzione per le innovazioni e i loro effetti sociali e inoltre considerava la storia come indispensabile maestra per gli economisti.
Il suo interesse era il rapporto tra innovazioni tecnologiche, economia e società e attribuiva un ruolo preminente all'imprenditore innovatore. Joseph Schumpeter sottolineava come l'innovazione non riguardasse solo i processi produttivi, ma anche l'organizzazione dell'attività economica e le forme istituzionali.
Dice in proposito Sylos Labini: “Io ho studiato ad Harvard con Joseph Schumpeter, nel 1949, l'anno prima della sua scomparsa ed ho subìto fortemente - spero per il bene - la sua influenza; quindi la mia visione delle innovazioni non è semplicemente economica, ma è anche sociale".

## L'incontro con Salvemini e Rossi
Prima della partenza di Sylos per gli Stati Uniti d'America, il padre aveva scritto una lettera a Gaetano Salvemini comunicandogli che il figlio sarebbe andato a trovarlo. Gaetano Salvemini era infatti uno dei punti di riferimento del padre che era antifascista. Nella lettera si sottolineava anche il legame della famiglia Sylos Labini con Giustino Fortunato, amico di Gaetano Salvemini. Anche per la sua grande disponibilità verso i giovani, Salvemini lo accolse con molta simpatia, tanto che, mentre era ricoverato in ospedale per un mese a causa della sua malattia ai reni, chiese a Sylos Labini di fargli da segretario. Così ogni giorno per un mese Sylos Labini andava a trovarlo e lo aiutava nella sua corrispondenza con numerosi personaggi come Sforza e Sturzo (che conoscerà a Roma dieci anni dopo). Una volta uscito dall'ospedale, Gaetano Salvemini decise di andare ad abitare nella stessa casa privata dove Sylos era a pensione. Così per sette mesi i due coabitarono approfondendo la loro amicizia, fino a quando, nell'estate del 1949 Gaetano Salvemini tornò a Firenze.
Gaetano Salvemini fu maestro e grande amico di Ernesto Rossi, Carlo Rosselli e Nello Rosselli, che dedicarono la loro vita ai suoi stessi ideali. A Rossi e ai due Rosselli, Paolo Sylos Labini è da considerarsi legato, attraverso Gaetano Salvemini.
In particolare, Ernesto Rossi e Sylos Labini si conobbero nel 1949 grazie a Salvemini a Roma in casa di Ernesto Rossi. La loro amicizia si consolidò però quando Sylos scrisse una nota molto critica delle teorie keynesiane che colpì Rossi, fortemente antikeynesiano.
L'influenza su Sylos del filone di pensiero che parte da Rosselli per poi incarnarsi dopo la guerra nel Partito d'Azione è evidente nella sua concezione dei rapporti tra sviluppo economico e sviluppo civile. Lui stesso ha affermato: “Debbo mettere bene in chiaro che io mi sono sempre richiamato alla tradizione del socialismo liberale”. Secondo Sylos è necessario ricollegarsi al pensiero di Gaetano Salvemini, Ernesto Rossi e Rosselli, “alla loro lezione di concretezza, che si applica, in primo luogo, all'analisi spregiudicata e antiretorica della società e dell'attività politica”. E ancora: “Dobbiamo tornare alle opere di Salvemini come a quelle di Ernesto Rossi e Carlo Rosselli non solo per la conoscenza critica di concezioni e di ideali del passato, ma anche per le lezioni di metodo che esse contengono. Occorre diffidare delle generalizzazioni. Le prediche non contano, conta la condotta. L'antiretorica e la concretezza critica cominciano con l'esempio”.

## Il Piano del lavoro
Nel 1949 Alberto Breglia presentò una relazione al piano del lavoro e, visto che era già malato, Sylos Labini lo aiutò. Il “Piano per la ricostruzione economica e sociale dell'Italia”, chiamato più brevemente Piano del lavoro, era stato proposto da Giuseppe Di Vittorio, segretario generale della Cgil, a Genova nel 1949. L'anno dopo, a Roma, si definirono meglio i contenuti di questo piano che prevedeva massicci investimenti in opere pubbliche e infrastrutture (edilizia, strade e energia elettrica) per modernizzare il paese e per creare nuovi posti di lavoro. Il piano venne però accolto negativamente dalle organizzazioni degli imprenditori e dai partiti di governo, rimanendo così in gran parte inattuato. Vittorio Foa, sapendo che Sylos Labini aveva partecipato alla stesura della relazione di Alberto Breglia, lo invitò al banco della presidenza. Ciò colpì gli economisti di destra che erano in platea e rese più difficile la sua carriera universitaria, procurandogli l'ostilità di molti influenti professori universitari.

## La carriera universitaria: dai primi incarichi ai lunghi anni di insegnamento alla Sapienza
Nel 1950, Paolo Sylos Labini, vinse una borsa di studio Stringher e trascorse un anno accademico all'università di Cambridge, dove venne ammesso al Trinity College come research student e dove ebbe come supervisor Dennis Robertson. Rientrando in Italia, ottenne l'abilitazione alla libera docenza in Economia Politica, partecipando alla sessione dell'anno 1953. La commissione, formata da Manlio Resta, Volrico Travaglini e Renato Galli, apprezzò in modo particolare il saggio presentato dal giovane Sylos “Qualche osservazione sul monopolio e sul monopsonio”. Sylos si dedicò poi all'insegnamento universitario in varie sedi. Nel 1954 tenne alla Facoltà di Economia e Commercio dell'Università degli Studi di Roma "La Sapienza" un corso libero dal titolo Le forme di mercato, nel cui programma dava ampio spazio alla trattazione dell'oligopolio e al rapporto tra forme di mercato e sviluppo del reddito sociale.
L'anno successivo divenne assistente incaricato presso la cattedra di Economia Politica della Facoltà di Economia e Commercio dell'Università di Sassari, poi, dal primo febbraio 1958, in seguito a concorso, è nominato professore straordinario di Politica Economica e Finanziaria presso la Facoltà di Giurisprudenza e, nell'anno successivo, di Economia politica alla Facoltà di Economia e Commercio dell'Università di Catania. Dopo un anno all'Università di Bologna, Sylos Labini venne chiamato all'Università di Roma La Sapienza nell'ottobre 1962. Qui insegnò Istituzioni di Economia Politica presso la Facoltà di Scienze Statistiche, Demografiche e Attuariali fino al congedo nel 1995, quando lasciò l'insegnamento di ruolo (per poi venire nominato professore emerito nel 1997, vista la sua lunga docenza in quella sede). Nel 1965 ebbe anche l'incarico di insegnamento di Matematica Applicata all'Economia. Nel 1986 si è dedicato esclusivamente all'attività di ricerca scientifica presso l'Ufficio di Studi economici della Banca d'Italia.
Nell'ambiente ricco e stimolante della Facoltà romana di quei decenni, Sylos ha formato diversi allievi divenendone il maestro nel senso più pregnante del termine. Ha poi portato avanti la sua attività di ricerca sempre parallelamente all'impegno civile, che lo ha visto impegnato in prima persona nella stagione della programmazione. I suoi studi di economista hanno sempre affondato le loro radici nella concretezza; la concettualizzazione non ha mai preceduto l'analisi attenta dei dati statistici e ha sempre tenuto presente l'importanza della multidisciplinarità, di una conoscenza approfondita della storia, della società e dell'evoluzione tecnica.

## Il viaggio nel Mezzogiorno del 1953 e la collaborazione con “Il Ponte” e con “Il Mondo”
Dall'inizio degli anni ‘50, grazie anche all'influenza di Gaetano Salvemini, si fece strada in Sylos l'interesse per la questione meridionale. Nell'autunno 1953, compì un viaggio nei piccoli centri rurali della Campania, delle Puglie (tra cui Gioia del Colle, paese della sua nonna paterna) e della Calabria. Il rapporto di questo suo viaggio venne pubblicato su Il Ponte di Piero Calamandrei in tre parti. Seguendo il metodo salveminiano, per ogni centro visitato, Sylos registrò lo stato dell'industria, del commercio e dell'agricoltura, ma anche il livello di istruzione, le condizioni abitative e igieniche e la struttura sociale. Sempre negli anni ‘50, ritornò più volte a scrivere su “Il Ponte” articoli relativi alla questione meridionale, approfondendo in particolare il tema della disoccupazione. Cominciò così una collaborazione sistematica con questa rivista alla quale Sylos ha sempre inviato la maggior parte dei suoi scritti di carattere non strettamente economico. Sempre sui temi della questione meridionale, Sylos Labini pubblicò in questo periodo anche alcuni articoli su Il Mondo di Pannunzio. Così, avendo saputo che a Benevento si effettuava il mercato dei “gualani”, cioè dei bambini che venivano fatti lavorare per un anno come pastorelli in cambio di beni in natura dati ai genitori, denunciò dalle pagine della rivista questo stato di cose. L'interesse di Sylos Labini per il Mezzogiorno, che si colloca nell'ambito del tema centrale della sua riflessione, e cioè lo sviluppo, è stato sempre presente nel suo percorso intellettuale. Numerosi sono infatti i suoi interventi su questo tema, a partire dai primi anni ‘50, fino ad arrivare agli ultimissimi anni.
Si può qui ricordare che negli anni in cui insegnava a Catania (cioè tra il 1957 e il 1960), organizzò un gruppo di ricercatori (tra cui il sociologo Franco Leonardi) con cui svolse un'inchiesta sulla Sicilia, con indagini sul campo principalmente nella parte orientale dell'isola. Come ha ricordato Andrea Saba, Sylos a Catania invitò molti personaggi, da Antonio Giolitti a Franco Momigliano, da Valentino Parlato a Enzo Scotti, fino a John Kenneth Galbraith. I risultati di queste indagini vennero pubblicati da Feltrinelli nel volume Problemi dell'economia siciliana. Questa analisi considerava i rapporti tra città e campagna e anche le differenze profonde tra Sicilia orientale e occidentale. Da notare come questo lavoro sulla Sicilia, sia caratterizzato da un'approfondita analisi storica, demografica e sociale, in linea con quello che sarà sempre il suo metodo che vede l'economia come strettamente legata a queste altre discipline.

## Oligopolio e progresso tecnico

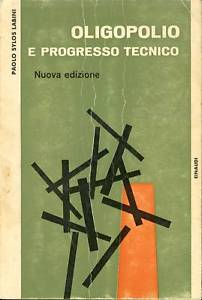
Oligopolio e Progresso Tecnico

All'inizio degli anni 1950, quando in Italia venne scoperto il petrolio, il governo ritenne necessaria una legge petrolifera e il presidente del consiglio Antonio Segni decise di modellare questa legge su quella degli Stati Uniti d'America. Nel 1955 Segni invitò Sylos Labini, allora trentaquattrenne, e il giurista Giuseppe Guarino ad andare negli Stati Uniti d'America per studiare come funzionasse in pratica la legge statunitense. Lo studio delle grandi imprese con interessi internazionali fece emergere il contrasto tra il comportamento di queste e la concezione di concorrenza della teoria dominante. Fu questo uno degli incentivi che sono all'origine del libro Oligopolio e progresso tecnico pubblicato da Giuffrè nel 1956.
Oligopolio e progresso tecnico è il libro originale e importante che rese Paolo Sylos Labini famoso in Italia e all'estero. In quest'opera sosteneva che l'oligopolio può coesistere con le piccole imprese e analizzava i rapporti fra imprese oligopolistiche grandi e piccole e progresso tecnico. Se emergono tendenze al ristagno, queste potranno essere bloccate da una politica keynesiana di sostegno pubblico alla crescita della domanda. La teoria keynesiana non veniva però accolta acriticamente; Sylos metteva in evidenza i rischi che potevano derivare da un accrescimento della spesa pubblica.

## Il periodo della programmazione economica
Dal 1962 al 1964, Paolo Sylos Labini fu membro della Commissione nazionale per la programmazione economica e poi, dal 1964 al 1974, del Consiglio tecnico-scientifico del Ministero del bilancio. Era stato chiamato a questo incarico da Ugo La Malfa, allora Ministro per il bilancio, e accettò nella speranza che fosse possibile un qualche rinnovamento. Quando Ernesto Rossi criticò la sua partecipazione alla Commissione, ritenendola uno strumento inutile, Sylos replicò affermando che l'obiettivo di fondo era di contribuire a spingere per la riforma della pubblica amministrazione nelle sue varie parti.
Con Giorgio Fuà presentò nel 1963 un rapporto in cui si trattava in via preliminare proprio questa questione: la programmazione, prima che una questione economica, era un problema istituzionale e da affrontare con l'aiuto di giuristi, studiosi delle discipline politiche e sociologiche. Nell'ambito della Commissione, Sylos Labini collaborò con Pasquale Saraceno, Siro Lombardini, Giorgio Fuà e Beniamino Andreatta. In quegli anni, non si stancò mai di invocare le riforme della pubblica amministrazione, ritenendo che senza una radicale trasformazione degli strumenti di intervento, la politica di programmazione fosse votata al fallimento.
Nel lungo periodo gli obiettivi che bisognava porsi nell'ambito della programmazione, erano lo sviluppo del Mezzogiorno, il superamento del dualismo tra agricoltura e industria, lo sviluppo di consumi e lo sviluppo dei servizi sociali, come la sanità, l'istruzione e la ricerca scientifica. Alla fine di questa esperienza però Sylos Labini si sentì a malincuore costretto a dare ragione a Ernesto Rossi: “Le riforme che auspicavamo sono state introdotte molto parzialmente. Riconosco che ho avuto torto, che ho peccato di ottimismo o, se si preferisce, di ingenuità”. Già quindi deluso da questa esperienza, si dimise quando venne nominato come sottosegretario Salvo Lima, che era già stato raggiunto da quattro richieste di autorizzazione a procedere.
Intanto, dal 1974 in poi, dopo il primo shock petrolifero, la crescita economica cominciò a rallentare. Sul piano teorico il dibattito tra gli economisti negli anni sessanta si concentrò sull'opera di Piero Sraffa Produzione di merci a mezzo di merci. Il libro di Sraffa venne visto da Sylos Labini come una conferma alla validità delle sue radicali critiche dell'analisi marginalistica. Comunque la sua riflessione non rimase ancorata su quel dibattito teorico, ma continuò a considerare il problema dello sviluppo, prestando con il tempo sempre maggiore attenzione ai paesi arretrati.

## Il modello econometrico dell'economia italiana
Nel periodo del Comitato tecnico scientifico, tra il 1966 e il 1967, lavorò al modello econometrico dell'economia italiana. A partire dal dopoguerra si riponevano nell'econometria molte speranze. Il modello di Sylos Labini è la prima sistematica ricerca econometrica sull'economia italiana. Il modello mirava a conciliare l'analisi teorica con i mutamenti storici ed è stato via via modificato con l'inserimento di nuove variabili.
Gli studi econometrici si intrecciarono con i problemi della politica economica, e, tra il 1965 e il 1975, Sylos Labini pubblicò una serie di lavori sui salari, la produttività e l'inflazione, poi rielaborati e raccolti in un libro.

## L'esperienza dell'Università della Calabria
Nel 1971 Paolo Sylos Labini fu eletto presidente del Comitato ordinatore della Facoltà di scienze economiche dell'università della Calabria che era stata istituita con una legge del 1968. Lavorò quindi all'elaborazione dello statuto della nuova università che fu approvato nel dicembre. Quando il Comitato decise la localizzazione di un primo nucleo, il deputato Giacomo Mancini si oppose e la legittimità di questo progetto venne contestata in un'interrogazione al ministro della Pubblica Istruzione e in un minaccioso telegramma al ministero dei lavori pubblici. Attacchi di questo tipo, volti sostanzialmente a negare l'autonomia di decisione degli organi universitari, si susseguirono, colpendo direttamente anche Sylos Labini. Quando l'avvocato Luigi Gullo non venne prescelto nel 1972 per un incarico di insegnamento, fece un esposto al ministero della pubblica istruzione e promosse anche un'azione penale con un esposto alla Procura della Repubblica. Il Consiglio superiore diede però un parere contrario all'esposto amministrativo. Sul piano penale, i tre membri del Comitato, Paolo Sylos Labini, Adriano Vanzetti e Beniamino Andreatta, vennero rinviati a giudizio con diversi capi d'accusa. Dopo aver dovuto superare tutti questi ostacoli l'università venne avviata con la costruzione di un primo nucleo.

## Gli studi sulla società

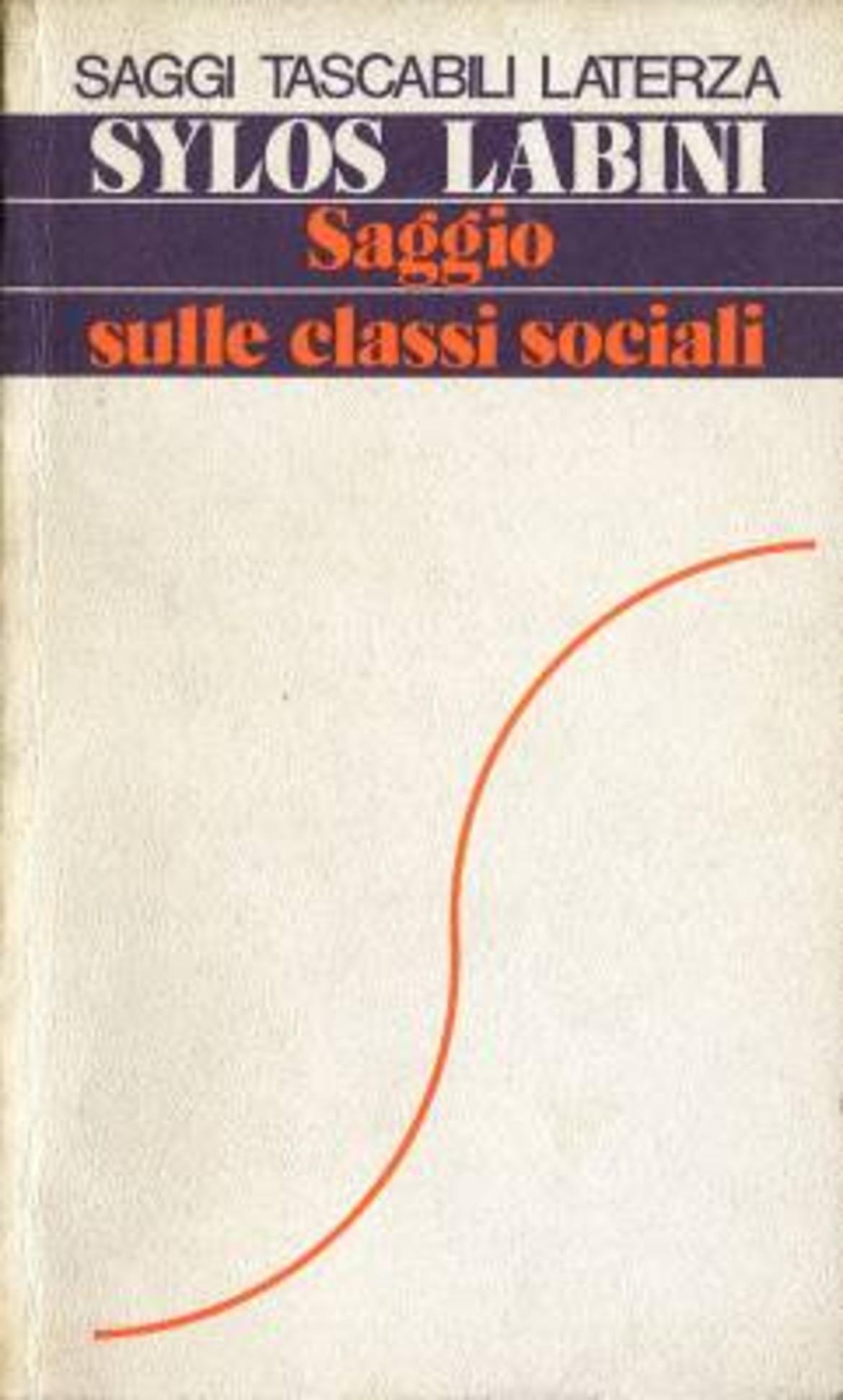
Copertina del Saggio sulle Classi Sociali

A partire dagli anni 1970 si fece strada in Sylos Labini l'interesse per i mutamenti nella struttura delle società. In realtà già nel 1952 aveva scritto un articolo, pubblicato diversi anni dopo, dal titolo Produttori di ricchezze e produttori di servizi: classe operaia e classe media in cui metteva in evidenza la sovrapposizione tra classi medie e settore terziario e sosteneva che un'espansione di questo settore avrebbe portato ad un allargamento delle classi medie.
Nel 1972 Sylos Labini ritornò su questi temi in una conferenza il cui testo, rielaborato, fu pubblicato da Laterza nel 1974, col titolo Saggio sulle classi sociali. Questa analisi era stata stimolata da diversi motivi, come quelli di spiegare il nuovo pericolo fascista che era presente nel 1972 e il ruolo delle classi medie e soprattutto di individuare le ragioni dell'esito deludente delle riforme che erano state tentate nel decennio precedente. I ceti medi avevano per Sylos Labini non solo connotazioni sociologiche, ma anche implicazioni rilevanti per la teoria economica. Cercò infatti di approfondire gli atteggiamenti politici e culturali di questi ceti, tanto che il suo saggio interessò non solo gli economisti, ma anche sociologi, filosofi e politici. Nel saggio del 1974 si esaminava la tesi del bipolarismo classista fondata sulla dicotomia profitti-salari, tesi attribuita a Marx, ma molto diffusa anche tra sociologi lontani da lui. Usando i censimenti e gli annuari statistici, si analizzava la struttura sociale italiana e la si confrontava con quella di altri paesi e si considerava l'evoluzione nel tempo delle diverse classi e categorie sociali.
La riflessione di Sylos Labini sulla società culmina poi nell'opera del 1986 Le classi sociali negli anni ‘80. Qui Sylos considerava non solo la società italiana, ma anche le società di diversi altri paesi, compresi quelli del Terzo Mondo e i paesi dell'area del socialismo reale. Il problema delle classi sociali veniva collegato al processo di democratizzazione che caratterizza lo svolgimento storico delle società occidentali. Questo processo non è certo lineare, in Italia in particolare incontra l'ostacolo del dualismo tra Nord e Sud. Il processo di democratizzazione è da intendersi come “ricerca crescente di libertà e di una tendenziale eguaglianza”. Nel 2015 è stato ristampato il Saggio sulle classi sociali con due scritti di I. Cipolletta e I. Diamanti (Laterza, 2015).

## Il problema dello sviluppo come punto centrale del pensiero di Sylos Labini
La riflessione di Sylos Labini si è costantemente concentrata su sviluppo e sottosviluppo, analizzati in rapporto all'evoluzione storica e incentrati sulle innovazioni. Del resto questo era anche il tema della sua tesi di laurea. Come abbiamo visto, Sylos dovette la sua fama in primo luogo alla monografia sull'oligopolio. Tuttavia già nella seconda parte di Oligopolio e progresso tecnico. aveva dimostrato che i suoi interessi erano molto più generali di quelli relativi alle forme di mercato e riguardavano anche il progresso tecnico, lo sviluppo e la distribuzione del reddito. L'obiettivo preminente è stato quello di scoprire e spiegare le forze che determinano lo sviluppo, come appare in modo particolarmente chiaro nel suo libro Progresso tecnico e sviluppo ciclico: “In fondo il titolo di questo libro, che si ricollega all'argomento della mia tesi di laurea, esprime il filo conduttore di tutto il mio itinerario intellettuale”.
I suoi articoli e le sue opere sullo sviluppo sono molto numerosi. Nel 1983 ha voluto raccogliere una serie di saggi scritti negli anni precedenti sull'argomento nel libro Le forze dello sviluppo e del declino, che contiene alcune delle sue principali idee. Anche in seguito la sua riflessione su questi importanti problemi lo ha portato alla pubblicazione di articoli e libri, tra cui Sottosviluppo. Una strategia di riforme, uscito nel 2000, in cui avanza concrete proposte operative per il superamento del più grande problema del nostro tempo.

## Il maestro
«Economists around the world, from Cambridge to Cambridge and Osaka to Omaha, admire you for a lifetime of Schumpeterian innovation, Keynesian brilliance, Ricardian rigor, and Smithian realism». Quando Paul Samuelson scrive questa frase, nel suo messaggio pubblicato in apertura della raccolta di saggi presentati a Paolo Sylos Labini il giorno del suo settantacinquesimo compleanno, intende sottolineare la stima di cui gode fuori del suo paese, tra i suoi colleghi accademici, l'economista italiano scomparso il 7 dicembre 2005. In Italia, Sylos Labini non è solo il maestro riconosciuto di successive generazioni di economisti; è anche una persona pubblica stimata per il rigore morale e la ben documentata concretezza dei suoi interventi nei dibattiti politici.

## Lo scontro con Andreotti

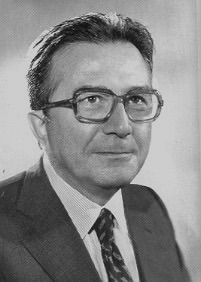
Giulio Andreotti

Nel 1974 Paolo Sylos Labini si dimise "per motivi di coscienza" dal comitato tecnico-scientifico del ministero del bilancio, di cui faceva parte da circa dieci anni: ciò accadde in concomitanza con la nomina di Salvo Lima alla carica di sottosegretario presso tale dicastero (governo Moro IV), dal momento che Lima era comparso varie volte nelle relazioni della Commissione parlamentare antimafia. Al processo contro Giulio Andreotti, vari decenni dopo, Sylos Labini ricordò che era venuto a conoscenza dell'esistenza di varie richieste di autorizzazioni a procedere, nei confronti di Lima, e che ne fece oggetto di doglianze verso i vertici del Governo, ma che gli fu risposto che la posizione di Lima era inattaccabile perché difesa dal ministro di quel dicastero, Giulio Andreotti.
Prima delle dimissioni, Sylos Labini sollevò il problema con l'allora Presidente del Consiglio Aldo Moro, il quale affermò di non poter fare nulla in quanto "Lima è troppo forte e troppo pericoloso". Sylos Labini si rivolse allora direttamente ad Andreotti, affermando: "O lei revoca la nomina di Lima, che scredita l'immagine del ministero, o mi dimetto". Andreotti non lo lasciò nemmeno finire e lo liquidò rinviando il discorso.

## Lo scontro con Mancini

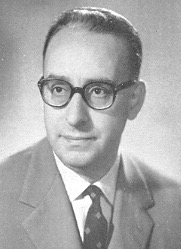
Giacomo Mancini

Nonostante Sylos Labini fosse molto vicino al Partito socialista italiano e amico di politici quali Antonio Giolitti e Giorgio Ruffolo, entrò in forte tensione con l'esponente socialista Giacomo Mancini, ex-segretario del Partito, a causa di accuse relative al presunto coinvolgimento rispetto ad alcune tangenti, quando era Ministro dei Lavori Pubblici (Mancini fu comunque sempre assolto). Successivamente, prese sempre di più le distanze dal Partito socialista quando Bettino Craxi assunse la guida del partito, mantenuta fino all'esplosione delle inchieste giudiziarie di Tangentopoli.

## Lo scontro con Berlusconi
La battaglia contro Berlusconi ed il suo governo è stata appassionatamente vissuta negli ultimi anni di vita. Un passo fondamentale è sicuramente rappresentato dal famoso Appello contro la Casa delle libertà firmato nel febbraio del 2001 insieme con Norberto Bobbio, Alessandro Galante Garrone, Alessandro Pizzorusso, che cominciava con queste parole: 
Con Elio Veltri, Giulietto Chiesa, Achille Occhetto, Antonello Falomi e Diego Novelli ha fondato il Cantiere per il bene comune.

## Le prospettive dell'economia mondiale
Nell'articolo Le prospettive dell'economia mondiale  pubblicato nel marzo del 2003 Paolo Sylos Labini scrive, diagnosticando l'esplosione della crisi economica avvenuta nel 2008:
In una relazione sulle prospettive dell'economia mondiale, che presentai nell'aprile del 2002 a un convegno della Cgil e che poi fu pubblicata da Il Ponte (maggio 2002), esprimevo gravi preoccupazioni sulle prospettive dell'economia statunitense, che condiziona fortemente le economie degli altri paesi e, in particolare, quelle europee. La mia diagnosi fu giudicata da molti pessimista, ma i fatti, finora, mi hanno dato ragione. Oggi la mia diagnosi è ancora più pessimista, ma, giusta o sbagliata che sia, essa si fonda non su intuizioni o sul fiuto, bensì su un'analisi approfondita. In effetti, sin dal mio esordio come economista ho cercato di
analizzare lo sviluppo capitalistico che, come aveva sostenuto Marx e riproposto in forme originali Schumpeter, ha un andamento ciclico, ossia passa attraverso fasi di prosperità e di recessione o di depressione. Da almeno due anni avevo notato alcune rassomiglianze fra la situazione che si era determinata negli Stati Uniti d'America negli anni Venti del secolo scorso, un periodo che sboccò nella più grave depressione nella storia del capitalismo, e la situazione che si andava delineando oggi in America.
Le principali rassomiglianze consistevano nella rilevanza di certe innovazioni (elettricità e automobili negli anni Venti, elettronica, informatica e telecomunicazioni nel nostro tempo); nella formazione e nella diffusione di profitti alti e crescenti, dapprima nelle industrie nuove e poi via via nelle altre; nella speculazione di borsa, alimentata non solo dai profitti realizzati, ma anche dalle aspettative di profitti crescenti; nell'indebitamento a breve e a lungo termine legato alle occasioni, per le imprese, di investire in impianti e di acquisire nuove imprese e, per le famiglie, in beni durevoli di consumo, come gli immobili. Fenomeni simili potevano essere notati anche in Giappone, la cui economia, fino a pochi anni fa, era la più dinamica del mondo. Per interpretare il processo di sviluppo ciclico, tre fenomeni meritavano e meritano particolare attenzione, oltre le grandi innovazioni: la distribuzione del reddito, le forme di mercato e la sostenibilità dei debiti. Il motore dello sviluppo ciclico è costituito dalle innovazioni: più sono importanti, più sono diffuse le occasioni di investimento che offrono e più dura la fase di prosperità. Al tempo stesso, però, sono più vigorose le ondate speculative, più frequenti sono gli errori dei manager e più crescono i debiti, le cui dimensioni, cessata la prosperità, condizionano la durata della crisi.

## Altri riconoscimenti
Nel 1990 l'Accademia dei Lincei gli ha assegnato il Premio Feltrinelli per le Scienze Economiche.

## Opere pubblicate
- Oligopolio e progresso tecnico. Milano, Giuffre' 1956. Seconda edizione luglio 1957, successive (3-4-5-6) Torino, Einaudi, 1964, 1967, 1972 e 1975. Tradotto in Inglese: Harvard University Press, Cambridge Mass. 1st edition 1962, 2nd ed. 1969. In polacco 1963, in giapponese 1 ed. 1964, 2 ed. 1970; in spagnolo 1966, in cecoslovacco 1967, in portoghese 1980.
- Economie capitalistiche ed economie pianificate. Bari, Laterza, 1960.
- Problemi dell'economia siciliana. Milano, Feltrinelli, 1966.
- Problemi dello sviluppo economico. Bari, Laterza, 1970.
- Sindacati, inflazione e produttività. Roma-Bari, Laterza, 1972.
- Saggio sulle classi sociali. Roma-Bari, Edizione Laterza, 1974.
- Lezioni di Economia, Volume I: Questioni preliminari, La macroeconomia e la teoria keynesiana. Roma, Edizioni dell'Ateneo, 1979.
- Lezioni di Economia, Volume II: microeconomia. Roma, Edizioni dell'Ateneo, 1982.
- Il sottosviluppo e l'economia contemporanea. Roma-Bari, Laterza 1983.
- Le forze dello sviluppo e del declino. Roma-Bari, Laterza, 1984.(Traduzione in inglese MIT Press 1984). ISBN 88-420-2432-5.
- Ensaios sobre desenvolvimento e precos Forense. Rio de Janeiro, Universidade, 1984.
- Le classi sociali negli anni '80 Roma-Bari, Laterza, 1986. (Tradotto in tedesco ed in spagnolo). ISBN 88-420-2688-3.
- Nuove tecnologie e disoccupazione. Roma-Bari, Laterza, 1989. ISBN 88-420-3381-2.
- Elementi di dinamica economica. Roma-Bari, Laterza, 1992. ISBN 88-420-3943-8.
- Progresso tecnico e sviluppo ciclico. Roma-Bari, Laterza, 1993. ISBN 88-420-4205-6.
- Carlo Marx: è tempo di un bilancio (a cura di). Roma-Bari, Laterza, 1994. ISBN 88-420-4400-8.
- Il pensiero economico: Temi e protagonisti. Roma-Bari, Laterza, 1995. (coautore Alessandro Roncaglia). ISBN 88-420-4624-8.
- La Crisi Italiana. Roma-Bari, Laterza, 1995. ISBN 88-420-4607-8.
- Contro il partito dei levantini, in Manifesto laico, a cura di Enzo Marzo e Corrado Ocone, Roma-Bari, Laterza, 1999, ISBN 978-88-420-5925-7.
- Sottosviluppo - una strategia di riforme. Roma-Bari, Laterza, 2001. ISBN 88-420-6204-9. (Underdevelopment A Strategy for Reform. Cambridge, University Press, 2001).
- Un paese a civiltà limitata. Roma-Bari, Laterza, 2001. ISBN 88-420-6472-6.
- Berlusconi e gli anticorpi. Roma-Bari, Laterza, 2003. ISBN 88-420-6963-9.
- Torniamo ai classici. Roma-Bari, Laterza, 2004. ISBN 88-420-7447-0.
- Ahi serva Italia: un appello ai miei concittadini. Roma-Bari, Laterza, 2006. ISBN 88-420-7975-8.